# 男前豆腐店

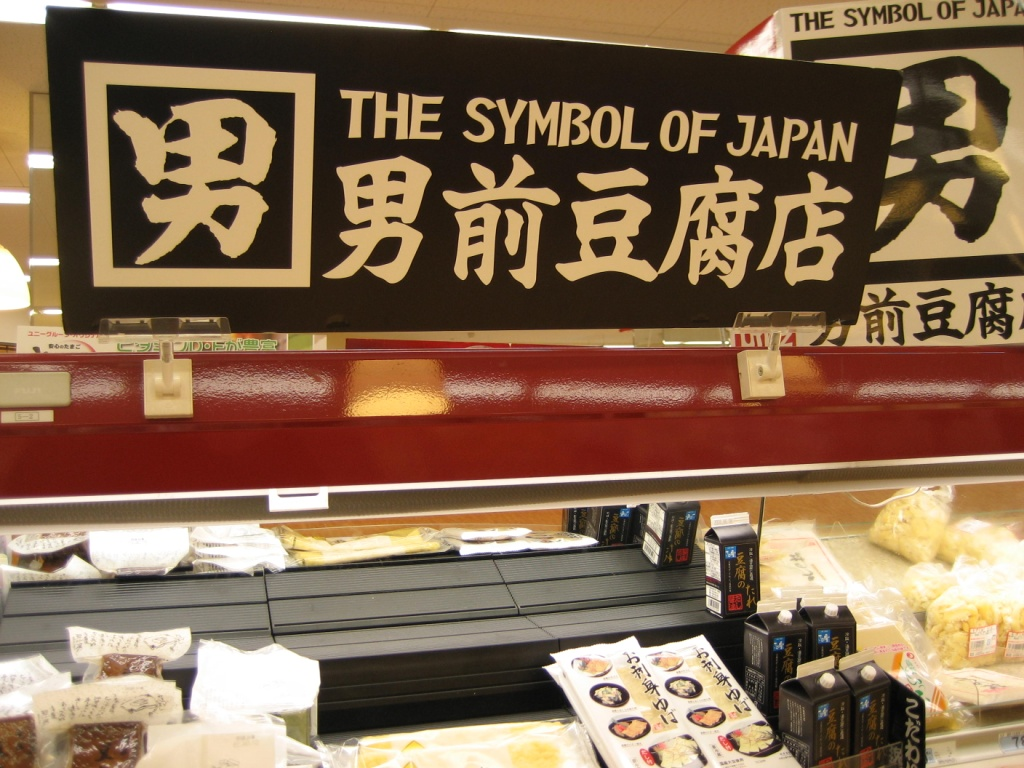
スーパーマーケット売り場での看板（2007年）

男前豆腐店株式会社（おとこまえとうふてん）は、食料品の製造・販売をしている企業である。本社は京都府南丹市に置く。「男前豆腐」「風に吹かれて豆腐屋ジョニー」などの商品を持つ。

## 概要
従来は工場大量生産品として評判が低かった「充填豆腐」を、独自のマーケティング手法で売り出したことが特徴である。商品開発に携わった代表取締役社長の伊藤信吾は茨城県の三和豆友食品に在籍時、単価を低く抑えようとする豆腐業界の経営には未来はないとし、単価は高いが品質も高い、と言う方針で商品の開発を開始する。これら商品がヒットを収め、2005年、「男前豆腐店株式会社」を設立。同年9月、倒産した大手豆腐メーカーの京都工場を買い取り、京都府南丹市へ移転する。
個性的な豆腐などを複数発表発売しており、「男前豆腐」は寄せ豆腐を二重底の容器に入れ、出荷後に徐々に水が切れて固くなっていくと言うもの。これを「水もしたたるいい豆腐」とし、「水もしたたるいい男」とかけ、男前豆腐とした。また大ヒットとなった「風に吹かれて豆腐屋ジョニー」は、17ブリックスと言う濃さの豆乳を用いた濃厚な充填豆腐。各商品はパッケージやキャラクターデザインも個性的なもので、「男らしさ」、「男臭さ」をアピールした、格好悪いが格好いいと言う 独創的なスタイルをとっている。なお、初期は漢字・文字を表に出したデザインであったが、2005年頃からは切り絵作家のアンクル・ボブを起用し、イラストを用いたかたちへと変化している。また男前グッズの販売も行っている。

## 沿革
- 1993年（平成5年）3月 - 伊藤信吾が実父の経営する茨城県古河市の三和豆友食品に入社。
- 2000年（平成12年）3月 - 濃い豆乳で作った、大量生産風でない雰囲気を押し出した寄せ豆腐「おたま豆腐」を開発、発売[8]。
- 2003年（平成15年）3月 -「男前豆腐」発売。12月、monoマガジンの賞を受賞[9]。
- 2004年（平成16年）7月 -「風に吹かれて豆腐屋ジョニー」発売[9]。
- 2005年（平成17年）
  - 3月 -「男前豆腐店」会社登録。この時点では社員2名[9]。
  - 9月 - 倒産した大手豆腐メーカーの京都工場を買い取るかたちで、京都府南丹市へ移転[2]。

## 「男前豆腐」と「風に吹かれて豆腐屋ジョニー」を巡る経緯
「男前豆腐」という名前の商品は、男前豆腐店と三和豆水庵（旧・三和豆友食品）で製造されている。また「風に吹かれて豆腐屋ジョニー」という名前の商品は、三和豆友食品で製造されていた。
これは、男前豆腐店代表取締役社長の伊藤信吾が、実父が経営していた三和豆友食品に勤務していた際に、これらの商品を開発した事による。「ジョニー」とは伊藤の愛称であり、今までにない豆腐を作る思いからこの商品名となった。
その後伊藤は2005年に男前豆腐店株式会社を設立し独立したが、両者は協力関係にあり、しばらくの間は関東地方向けは三和豆友食品、関西地方向けは男前豆腐店で製造された同名の製品が発売されていた。しかし、2006年5月15日に三和豆友食品は豆腐製造大手で東京証券取引所マザーズ上場の篠崎屋と業務提携の基本合意に至り、三和豆友食品の経営陣の大幅な変更が行われた。そのため三和豆友食品と男前豆腐店の関係は解消され、男前豆腐店側が三和豆友食品製造のジョニーとの混同を防ぐために、「京都ジョニー」の商標に変更した。
2006年9月22日に篠崎屋は三和豆友食品との業務提携基本合意を解消することを発表したが、三和豆友食品と男前豆腐店の関係が既に無くなっていたため、その後もしばらくの間、男前豆腐店側は「京都ジョニー」ブランドのままであった。その後三和豆友食品側は商品名を「波乗りジョニー」の商標に変更し、男前豆腐店側が11月より「風に吹かれて豆腐屋ジョニー」の名称を復活させた。
また男前豆腐店は関東地方向け商品の製造を目的として、2006年10月より山梨県北杜市に清里工場を稼動させたため、11月1日からは清里工場製の製品が関東地方の市場に出回ることになり、それ以降関東地方では「風に吹かれて豆腐屋ジョニー」と「波乗りジョニー」の2つの商標の商品が流通している。
「男前豆腐」は男前豆腐店と三和豆友食品の両者で製造販売されているが、両者は商品パッケージの書体が異なる。三和豆友食品で販売している「男前豆腐」は毛筆の書体で「男」と書かれているが、男前豆腐店では「男前豆腐」の販売に際して切り絵風の書体に変更した。
製造工場は京都府南丹市にある本社工場・清里工場の他に、新たに茨城県桜川市に茨城工場を、青森県上北郡おいらせ町に青森工場を稼動させている。そのため関東地方・東北地方にも男前豆腐店が製造する豆腐がさらに広く流通している。
なお、男前豆腐店の会社としての独立前は「男前豆腐店」とは三和豆友食品のブランドであった。現在でも三和豆水庵は「男前豆腐」の発売は継続しているものの、「男前豆腐店」の名称は使用していない。「男前豆腐」「男前豆腐店」「風に吹かれて豆腐屋ジョニー」の商標は、男前豆腐店社長個人で登録済み。
三和豆友食品がプロボクサーの亀田興毅のスポンサーについたが、男前豆腐店側は「男前豆腐店は一切関係ない」という内容のコメントを2007年3月23日ごろより公式ホームページ上に発表している。また同年12月下旬頃「オトシマエ豆腐店」なるブランドを立ち上げた（製造元は男前豆腐店株式会社）。

### 男前豆腐店の見解
オレッチ・新着情報（2007年1月31日）などによれば、同社の見解は以下の通り。
- 男前豆腐店株式会社と三和豆友食品株式会社は、資本関係は一切ない。男前豆腐店株式会社社長の実父は2006年5月に三和豆友食品株式会社を退任。
- 三和豆友食品株式会社の製造する「男前豆腐」「波乗りジョニー」は、男前豆腐店製造の豆腐とは製造方法、使用原料も全く異なる。

### 三和豆友食品（当時）の見解
同社の見解は以下のとおり。
- 三和豆友食品株式会社と男前豆腐店株式会社は、同じ男前豆腐を製造・販売しているが、現在は別会社であり、いかなる資本関係、製造委託、交流もない。
- 2社が同じ男前豆腐を販売しているが、これは、男前豆腐店株式会社・代表の伊藤信吾が三和豆友食品株式会社在籍中に、「男前豆腐というネーミング」を行った事、「関西圏での販売等を目的として、男前豆腐店株式会社（当時は有限会社）を設立」した事、その他の経緯を経て、現状に至っている。
- 男前豆腐の味を最初に生み出したのは、三和豆友食品株式会社である（伊藤信吾が在籍時）

## 事件
2006年7月6日、京都府警南丹署は同社工場長および従業員を産業廃棄物処理法違反で書類送検し、のちに園部簡易裁判所より罰金100万円、および従業員に対して罰金50万円の略式命令が下った。従業員は製造の際に不要となった大豆がら125kgを工場敷地内で恒常的に焼却していた。これを受けて同社は公式ウェブサイトにて謝罪した。

## 本社・拠点等
本社
所在地：京都府南丹市八木町船枝滝ノ方50番地
直営店
- 二子玉川高島屋（2009年1月18日に閉店）- 東京都世田谷区玉川3-17-1　玉川高島屋S・C本館B1F

工場
- 京都工場 - 京都府南丹市八木町船枝滝ノ方50番地
- 清里工場(閉鎖) - 山梨県北杜市高根町下黒澤字湯沢3052-1
- 青森工場(閉鎖) - 青森県上北郡おいらせ町字中平下長根山1-88
- 茨城工場(閉鎖) - 茨城県桜川市西小塙1782

## 主な商品
- 男前豆腐
- 男前豆腐ミニ
- 男前豆腐冬仕様 300g
- 男前湯豆腐 400g
- 風に吹かれて豆腐屋ジョニー 190g×2
- 風に吹かれて豆腐屋ジョニー 80g×3
- ジョニ男
- ジョニ黒（ジョニクロ）
- ジョニ男ブラウン
- ジョニ男トリオ

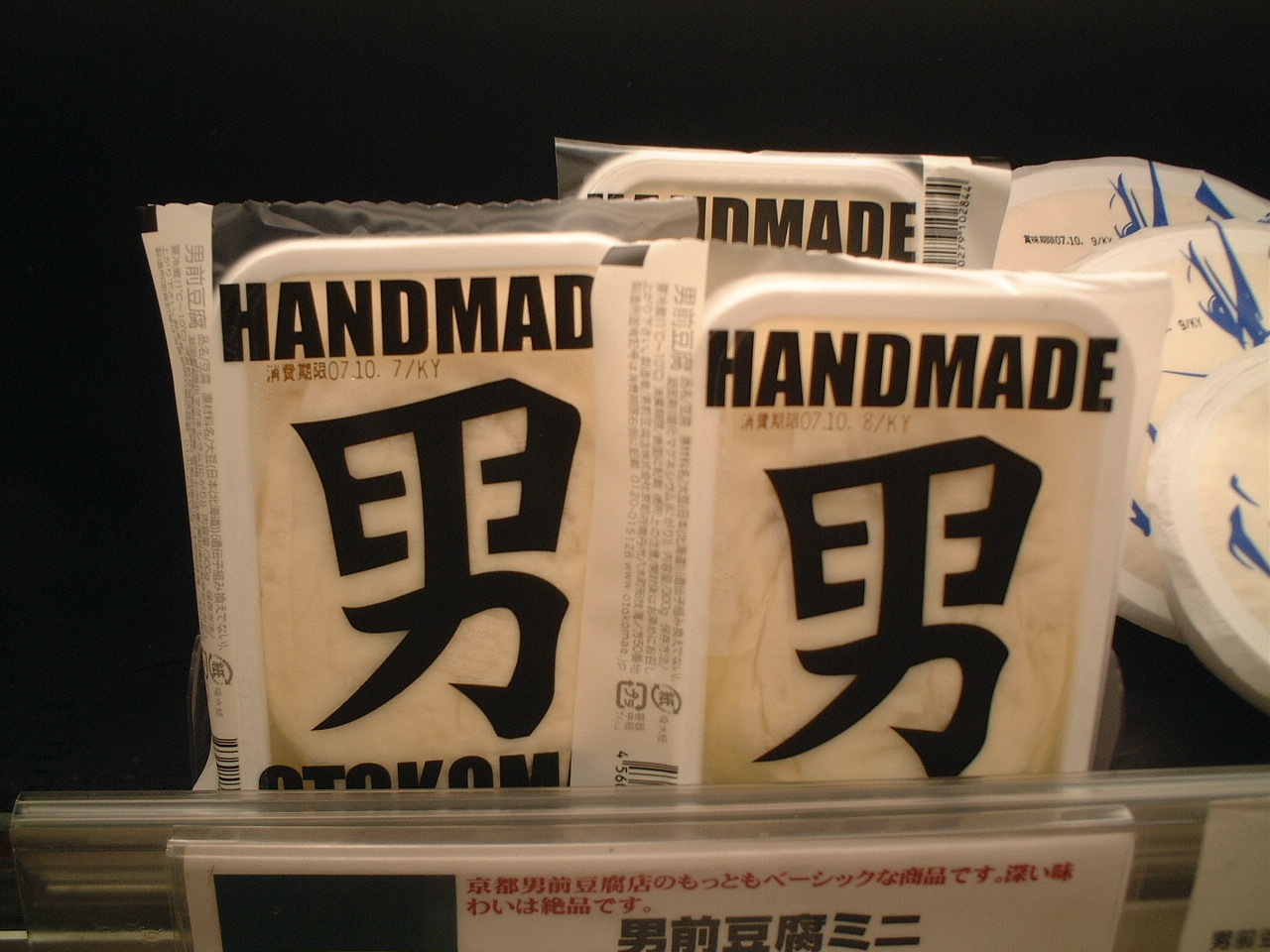
男前豆腐ミニ

- ジョニ男★ダンディズム 2007年正月福袋GT-R
- ジョニ男スゥイーツ はちみつ付
- ジョニ男スゥイーツ ブルベリハニー付
- マサヒロ 400g
- マサヒロ湯豆腐 400g
- 男の3連チャン 80g×3個
- 硬派絹豆腐「徹男」
- 厚揚げ「銀銀」3個
- 風に吹かれてケーキ屋ジョニー 180g
- オボロドーフ「マブ」
- オボロドーフ「茶大豆マブ」
- おぼろ豆腐マブだし付き 200g
- 男の納豆
- 男の黒納豆
- 厚揚番長 3個
- 絹厚番長 3個
- ジョニポン
- グラサンマブ 200g×2
- 「男湯」豆腐300gスープ300g
- 「純豆腐男（スンドゥブオ）」豆腐300gスープ300g
- 豆乳入り寄せ豆腐「お嬢」300g
- 木綿の優ちゃん 400g
- 日本列島改造湯豆腐 400g
- 日本列島改造豆腐きぬごしとうふ 200g×2
- 日本列島改造豆腐キヌ 70g×3
- 日本列島改造豆腐もめん厚揚げ 2個
- 日本列島改造豆腐きぬごし厚揚げ 2個
- 夜明け前 300g
- 木綿豆腐 俺好み 350g
- おかんの豆腐 200g×2
- とろっとろ だし付
- きぬ厚揚げの3連チャン
- 木綿厚揚げの3連チャン
- 鍋ちゃん 150g×2
- 厚揚げフジヤマ 4個
- 男前油揚げ 1枚
- やさしくとろけるケンちゃん　（120g×3）
- 京都六角男前上ル　（60g×6）

### 特別企画商品
- 「男前豆腐店株式会社」×「セレッソ大阪」のコラボ企画　オボロドーフ『狼男』を2008/8/30(土)長居スタジアムで限定発売

### 販売停止商品
- 男前ブラック
- 湯豆腐野郎
- 男-TAMOTSU-
- 豆乳ロケンロー

## テレビ番組
- 日経スペシャル カンブリア宮殿 「ヒットの法則　物語で客の心をつかめ」（2006年9月25日、テレビ東京）- 社長 伊藤信吾出演[11]。
- 日経スペシャル ガイアの夜明け 食料争奪戦 ～ニッポンの食卓に忍び寄る危機～（2007年6月5日、テレビ東京）[12] - 大豆高騰の中、今後の戦略を取材。

## 書籍

### 関連書籍
- 『風に吹かれて豆腐屋ジョニー 実録男前豆腐店ストーリー』（著者:伊藤信吾）（2006年8月16日、講談社） ISBN 9784062135122 - 代表取締役社長の伊藤による著書。年譜は巻末、p. 203。